# العلاقات الكويتية اللبنانية
العلاقات الكويتية اللبنانية، هي العلاقات الخارجية بين الكويت ولبنان. ويوجد للكويت سفارة في بيروت، وللبنان سفارة في مدينة الكويت. وصف وكيل وزارة الداخلية المساعد لشؤون أمن الحدود الكويتي في 2011 أن العلاقات اللبنانية الكويتية تاريخية ومتأصلة. كما وصف وزير العدل والأوقاف الكويتي في 2016 بأن العلاقات ما بيّن البلدين متينة ومميزة مُنذ القدم.

## التاريخ
كانت نقطة البداية بالتواصل المُشترك في العام 1915 إبان الحرب العالمية الأولى حينما زار اللبناني منيب محمود مصطفى الشلبي، الذي عمل كمصلح للساعات في الكويت. وازدادت العلاقات في عشرينات القرن العشرين، وتُشكل العلاقات الثنائية ما بين البلديّن تبادلاً مُحترماً مُنذ استقلال الكويت في مطلع الستينات كشكلٍ رسمي، كان للكويت موقفاً مشهوداً إبان الحرب الأهلية اللبنانية بين العامين 1975 و1990.